# Jason Giambi
Jason Gilbert Giambi (/dʒiˈɑːmbi/; nascido em 8 de janeiro de 1971) é um ex-jogador profissional de beisebol que atuou como primeira base e rebatedor designado. Em sua carreira na Major League Baseball (MLB), que começou em 1995, Giambi jogou pelo Oakland Athletics, New York Yankees, Colorado Rockies e Cleveland Indians.
Giambi foi MVP da American League em 2000 enquanto jogava pelo Athletics. Foi selecionado cinco vezes para o All-Star Game, liderou a Liga Americana em  walks por quatro vezes, porcentagem em bases por três vezes, em  duplas e slugging percentage uma vez cada. Venceu o prêmio Silver Slugger Award duas vezes. Fez uso de substâncias ilícitas para aumento de performance durante sua carreira, pelo qual se desculpou publicamente. Giambi foi nomeado como um dos 10 jogadores mais supersticiosos pela revista Men's Fitness.

## Capas em jogos de vídeo games
Giambi aparece como atleta nas capas de diversos  jogos de vídeo game.
| Ano  | Título do jogo               |
| ---- | ---------------------------- |
| 2001 | Triple Play Baseball         |
| 2002 | World Series Baseball (Xbox) |
| 2003 | World Series Baseball 2K3    |
| 2004 | ESPN Major League Baseball   |
| 2006 | MLB Slugfest                 |

Giambi também aparece como um dos personagens em Backyard Baseball 2001.